# Miedziany Kanion
Miedziany Kanion (hiszp.: Barranca del Cobre) – wielki wąwóz znajdujący się w Meksyku.

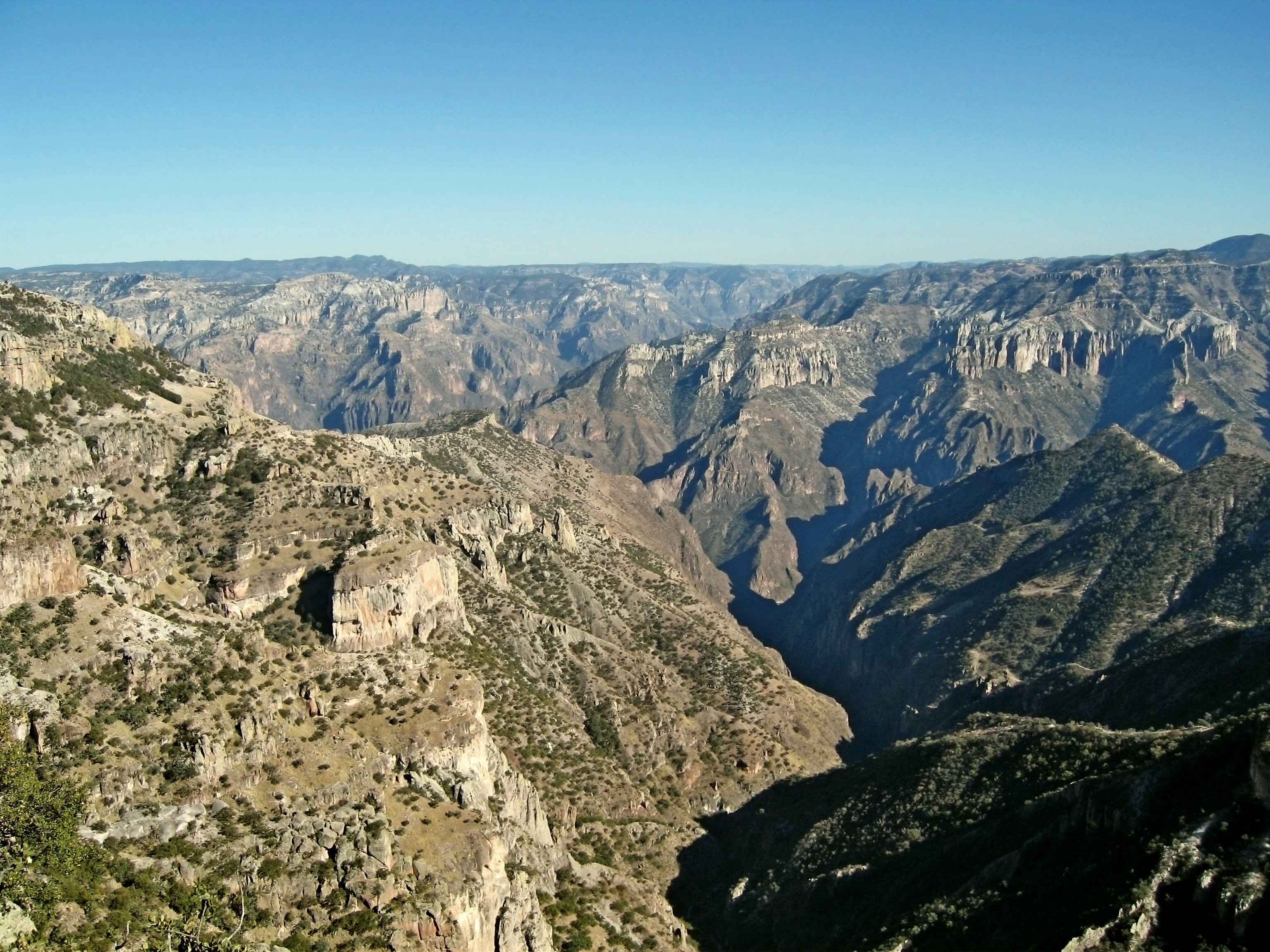
Miedziany Kanion

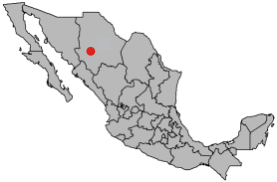
Położenie Miedzianego Kanionu

Nazwa pochodzi od zielonego/miedzianego koloru ścian. Jego długość to ok. 50 km, a jego pionowe ściany miejscami osiągają wysokość 1400 metrów nad dnem rozpadliny, co sprawia, że jest głębszy niż popularny Wielki Kanion Kolorado. Miedziany Kanion wchodzi w skład grupy wąwozów, składających się z sześciu odrębnych kanionów. Powstały one w wyniku działalności sześciu rzek, które łączą się w Rio Fuerte, która z kolei wpada do Zatoki Kalifornijskiej.